# 农民婚礼
《农民婚礼》是老彼得·勃鲁盖尔于1567年创作的一幅风俗画，是他众多描绘农民生活的作品之一。该作品现藏于维也纳艺术史博物馆。老彼得·勃鲁盖尔是文艺复兴时期荷兰和佛兰德斯的画家、版画画家。他喜欢描绘农民及其生活的各个方面，创作了大量以此为题材的作品，因此也被称为“农民勃鲁盖尔”。但实际上，勃鲁盖尔是一位知识分子，并在许多画作中传达出象征意义和道德隐喻。

## 场景
新娘站在绿色纺织品壁挂前，头顶上方挂着一顶纸王冠。她同时也戴着王冠，静静地坐在周围丰盛的饮食之中。新郎并不能一眼就从画面中辨识出来。盛宴在夏季的谷仓里举行；两捆谷物和一把耙子让人想起收割的劳作和艰苦的农民生活。搬运工把盘子放在从铰链上卸下的门上。主要食物是面包、粥和汤。两位风笛手吹奏着皮普扎克，前景中一个没穿马裤的男孩正在舔盘子，最右边的一位富人正在与一位方济会修士交谈，一只狗从桌子底下钻出来，抢走长凳上的面包片。这一场景较为准确地描绘了16世纪农民的婚礼习俗。右侧抬着门的人似乎多出了一只脚。

## 新郎
关于这幅画中新郎的身份，人们有很多猜测。评论家吉尔伯特·海特（Gilbert Highet）和古斯塔夫·格吕克（Gustav Glück）认为，新郎要么是画中央那个身穿深色外套、侧对观众的男人，要么是一对有钱夫妇的没教养的儿子：他背靠着新娘右手边远处的墙壁，正在用勺子吃饭。也有人认为，根据当代习俗，新郎并没有坐在餐桌旁，而是那个站着倒啤酒的男人。
按照同样的习俗，他也可能是那个戴着红帽子、坐在桌子近端把食物递给客人的男人。
鲁迪·鲁克尔按照弗洛伊德的理论推测：
……新郎是戴着红帽子的男人，正把食物递给新娘。这是丈夫侵犯妻子的动作。在他附近，至少有三个具有性暗示的物品指向妻子：男人的手臂、桌上的刀，以及桌上的盐瓶。男人手臂的末端是一个椭圆形的盘子，其方向和位置恰到好处，象征着新娘的私处。

 ... the groom is the man in the red hat, passing food towards the bride. The motion of a husband, to penetrate the wife. Near him are no less than three phallic symbols pointing towards the wife: the man’s arm, the knife on the table, and the salt-cellar on the table. At the end of the man’s arm is an ellipse of an angle-seen dish that is oriented and located in the right location to represent the bride’s vagina.
一些研究者甚至认为新郎根本没有出现在画中。范德埃尔斯特推测，这可能是一句古老的佛兰芒谚语的现实写照：“不能参加自己婚礼的人是穷人”。有些人认为它与《圣经》中的迦拿婚礼有关。林赛和伯纳德·胡佩推测，这幅画是基督教关于腐败的寓言：腐败的教会注定要成为基督的新娘，但新郎却没有出现来认领他腐败的新娘。

## “第三只脚”之谜
许多观众都很好奇，为什么勃鲁盖尔似乎给右边端着托盘的穿红衣服的仆人画了第三只脚。勃鲁盖尔的儿子小勃鲁盖尔认为这只脚是一个错误，或者充其量用来迷惑观众。他在1620年复制了父亲的画作，通过简单地去掉第三只脚的方式解决了这个问题。然而，克劳迪娜·马泽尔斯（Claudine Majzels）通过对画面中相关人物的相对角度和位置关系的分析表明，身穿红衣的仆人的“第三只脚”实际上是半蹲着将盘子转移到桌子上的棕衣男子伸出的左脚。